# Образование для всех

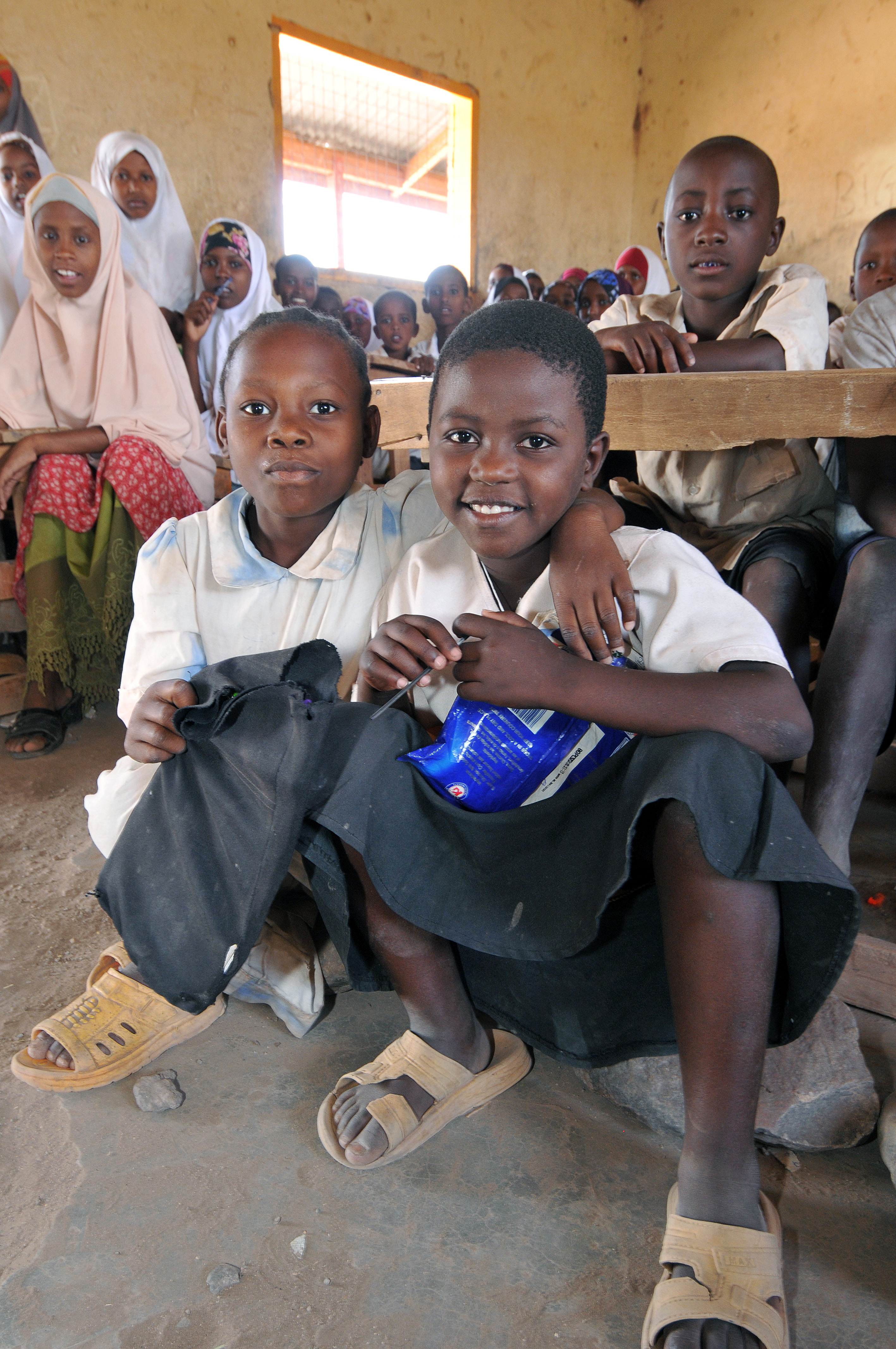
Школьники в лагере для беженцев в деревне Какума (Кения)

«Образование для всех» (ОДВ) — движение, в рамках которого ряд стран в ходе проведённого в 2000 году Дакарского форума по вопросам образования, взяли на себя обязательство максимально расширить количественный охват начального образования. Предполагалось, что страны-участницы за 15 лет обеспечат качественным базовым образованием всех детей, молодёжь и взрослое население. Согласно Дакарским рамкам действий, ключевыми координаторами ОДВ являются ЮНЕСКО, Программа развития ООН, Фонд ООН в области народонаселения, Детский фонд ООН и Всемирный банк.

## Историческая справка
Начало проекту «Образование для всех» положила Всемирная конференция по ОДВ, проведённая в 1990 году в Джомтьене. По итогам конференции была принята Всемирная декларация по ОДВ, в которой представители более ста пятидесяти государств, а также международных и неправительственных организаций утвердили за образованием статус одного из основных прав человека, подчеркнули необходимость активизации усилий по обеспечению всех людей начальным образованием. Было подписано соответствующее рамочное соглашение, установившее в качестве целей десятилетия обеспечение всеобщего и равного доступа к эффективному образованию, развитие образовательных практик и увеличение качественного охвата начального образования, создание более благоприятной образовательной среды и усиление сотрудничества в сфере образования. Однако, установленные на конференции цели не были достигнуты.

## Цели
В условиях отсутствия должного прогресса на стезе образования в Дакаре в 2000 году был проведён международный форум, в ходе которого страны подтвердили свою приверженность идее распространения образования, а также выработали шесть основных целей, направленных на обеспечение детей, молодёжи и взрослых начальным образованием к 2015 году. К обозначенным на форуме целям относятся воспитание и образование детей младшего возраста, предоставление бесплатного качественного начального образования независимо от гендерных и этнических характеристик обучающихся, укрепление среднего образования, увеличение в полтора раза уровня грамотности взрослых с акцентом на женское население, устранение гендерного неравенства в начальном и среднем образовании к 2005 году и достижение полного гендерного равенства в образовании к 2015 году, улучшение качества образования.

## Предварительные итоги

### Образование детей младшего возраста
Деятельность, направленная на достижение первой цели привела к неоднозначным результатам. Несмотря на то, что детская смертность сократилась в два раза, в 2013 году умерло 6,3 млн детей младше пятилетнего возраста по причинам, которые можно было предотвратить. Значительный прогресс был достигнут на пути решения проблемы детского голода, однако в мировом масштабе в 2013 году один ребёнок из четырёх в возрасте моложе пяти лет не достигал нормы роста, что свидетельствует о хроническом дефиците важных питательных веществ. В 2012 году 184 млн детей по всему миру посещали дошкольные образовательные учреждения, что на 60 % больше аналогичного показателя 1999 года. К 2014 году 40 стран наделили дошкольное образование статусом обязательного. Проблемой остаётся качество ухода за детьми младшего возраста — требуется повышение знаний, навыков, статуса и оплаты труда задействованного персонала.

### Предоставление начального образования
Действия по достижению второй цели привели к следующим результатам — значительно возрос процент посещения начальных школ (рост составил 20 % в 2012 году по сравнению с показателем 1999 года), тем не менее в 2012 году порядка 58 млн детей оставались не охваченными школьным образованием, а прогресс в сокращении их числа фактически остановился в 2007 году. Кроме того, нерешённой проблемой остаётся досрочное прекращение обучения. Так, в 32 странах, прежде всего тех южнее Сахары, высок риск того, что по меньшей мере 20 % зачисленных на обучение детей не получат начального образования. Также несмотря на смягчение проблемы неравенства в связи с доступом к образованию, миллионы детей всё ещё испытывают значительные трудности в получении возможности обучения по причине бедности, гендерных и этнических характеристик, района проживания.

### Укрепление среднего образования
Результаты, достигнутые действиями по достижению третьей цели таковы — благодаря успехам, достигнутым в рамках реализации предыдущей цели, процент зачисленных на нижнюю ступень среднего образования возрос в Афганистане, Китае, Эквадоре, Мали и Марокко и на 27 % с 1999 года. Экономическое неравенство всё ещё играет большую роль — на Филиппинах по получении начального образования обучения продолжили лишь 69 % выходцев их бедных семей в то время, как тех из богатых насчитывается 94 %. Две трети стран, включая Индию, Индонезию, Нигерию и Пакистан, начальное образование в которых на 2000 год формально не было обязательным, к 2012 году изменили своё законодательство в этой сфере. Более 1,7 млн детей в статусе перемещённых лиц лишены доступа к образованию, таким образом необходимо расширять соответствующие возможности для мигрантов школьного возраста, включая усовершенствование языковой политики, юридического статуса и финансирования. Проблемой остаётся и то, что в развитых странах программы обучения взрослых больше востребованы среди тех, кто получил среднее образование, нежели тех, у кого такового нет вовсе.

### Увеличение уровня грамотности взрослых
Деятельность по достижению четвёртой цели следует признать недостаточно результативной. В мире насчитывается порядка 781 млн неграмотных взрослых, при этом за время действия программы их доля упала незначительно — если в 2000 году она составляла 18 %, то в 2015 году — 14 % в то время, как на Дакарском форуме речь шла о снижение этой неграмотности вдвое. Эта цель была достигнута лишь в 17 из 73 стран, договорившихся исполнять план. Прогресс был сделан в области гендерного равенства, однако в странах со значительным гендерным разрывом в образовании мужчин и женщин (больше, чем 10 к 9), достичь окончательного равенства в ближайшее время не удастся. Кроме того, требуется дальнейшая разработка и совершенствование методов оценки грамотности.

### Устранение гендерного неравенства
Результаты действий по достижению пятой цели оказались значительными. Так, 69 % затронутых проектом стран близки к достижению гендерного равенства в начальном образовании. Несколько более сложная ситуация наблюдается в рамках среднего образования — здесь менее половины вовлечённых стран в ближайшее время смогут достигнуть подобное равенство. Всего за период с 1999 по 2012 год количество стран, в которых на 10 обучающихся в школе мальчиков приходится менее 9 девочек снизилось с 33 до всего лишь 16. Важным остаётся подготовка учителей-женщин для преподавания на всех этапах школьного обучения, разработка соответствующих учебников и проведение реформы школьной программы. Сузившись в одних странах, разрыв в образовании мальчиков и девочек вырос в других, более бедных. Поэтому нельзя считать феномен подобного разрыва окончательно устранённым.

### Улучшение качества образования
Некоторый прогресс был достигнут на пути улучшения качества образования. Так, в 121 из 146 стран количественное соотношение учеников и учителей снизилось. Однако, серьёзной остаётся проблема качественной подготовки преподавательского состава — в таких странах, как ЦАР, Чад, Гвинея-Бисау и Южный Судан соотношение учеников и учителей-специалистов превосходит сто к одному. Здесь необходимо указать, что в 91 стране, предоставившей необходимую информацию, менее 75 % учителей начальных классов обладают предписанной государственными стандартами профессиональной подготовкой. Тем не менее следует также признать и то, что интерес стран к проблеме развития образования растёт — если в 1990 году было проведено 12 соответствующих проверок, отвечающих государственным стандартам, то в 2013 году была выполнена 101 проверка. Опыт показал, что количественное увеличение охвата образования не ведёт неизбежно к падению его качества. Так, в Кении количество детей, посещающих начальные классы возросло с 42 % в 2000 году до 62 % в 2007, причём успеваемость за этот же период улучшилась. Важно, однако, отметить, что несмотря на определённые успехи на данной стези, качество профессиональной подготовки учителей, доступность учебников и размеры класса остаются критическими направлениями дальнейшего развития школьного образования.

## Критика
Проект, запущенный в 2000 году Дакарским форумом продемонстрировал определённые успехи в деле укрепления образования, однако в полной мере ни одной из поставленных целей достичь не удалось. Одной из ключевых тому причин видится недостаточное и нерационально распределяемое финансирование проекта. Учитывая сравнительно скромные размеры ресурсной, финансовой и информационной поддержки проекта со стороны международного сообщества, очевидным становится тот факт, что несмотря на обоснованные обвинения в адрес государств о предоставлении недостаточного финансирования образовательных программ, их поддержка и продвижение на международном уровне не была одной из приоритетных задач мирового сообщества. Кроме того, вызывает определённые сомнения логика расстановки приоритетов в рамках самого проекта Дакарского форума — так, по крайней мере две из шести основных целей утверждали необходимость гендерного равенства при подходе к реструктуризации образовательных программ нуждающихся в том стран. Такой шаг можно рассматривать в качестве идеологически мотивированного действия, спровоцированного западной ментальностью — практически было бы рациональнее, напротив, акцентировать внимание на охвате и качестве образования в общем (или же вовсе фокусировать его на мужской части населения), так как фактически именно мужское население является одновременно и экономическим скелетом развивающихся стран, и залогом их безопасности. Можно констатировать, используя терминологию Ролана Барта, что западный дискурс существует в контексте мифа о необходимости всестороннего равенства мужчин и женщин и априори отторгает иные варианты, даже если первый открыто оппонирует прагматическим доводам. Запад здесь не просто оттесняет восточные практики (развивающиеся страны в данном контексте допустимо генерализировать термином «Восток»), более того, он игнорирует само их существование или же, по крайней мере, не допускает их исторической и философской равнозначности (которая объективно присутствует) своим. Обращаясь с Востоком в лучшем случае как с младшим партнёром, Запад, что подчёркивает Эдвард Вади Саид, видит своё право в навязывании восточному миру западной морали. Таким образом, для эффективизации операционального компонента и, в особенности, оптимизации теоретического необходимым видится деконструкция западного дискурса в рамках рассматриваемой проблемы и её более объективный анализ.